# Gustave Hagemans
Gustave Hagemans (Bruxelles, 27 mai 1830 - Waterloo, 15 janvier 1908) est un député belge, mécène, collectionneur et égyptologue.
Passionné d'histoire et d'archéologie, il contribue grandement aux connaissances en égyptologie, tout en étant un autodidacte. Grand collectionneur d'antiquités, il effectue de nombreux voyages afin d'acquérir des pièces de collection. Il est un temps président de l'Académie belge d'archéologie.

## Biographie
Gustave Hagemans, né sous le nom de Gustave Gladstanes, est le fils de Gustave Hagemans (1810-1830) et de la danseuse Marie Gladstanes. Son père ne reconnait son fils qu'en 1840. En 1851, son nom est changé en Hagemans. Il est le petit-fils de Josse Hagemans (1773-1840), banquier et co-fondateur de la Société générale, dont il hérite de la fortune. Il n'a que 21 ans lorsqu'il devient rentier, et se lance dans ses activités de mécène à 30 ans.

### Période liégeoise
Après une formation à Tournai jusqu'en septembre 1849, il entre à l'Université de Liège, mais n'y termine pas ses études. Il s'installe quelques années à Liège après avoir épousé sa première femme, Malvina Renette (1827-1860), en juin 1851. Le couple a quatre enfants, dont le peintre Maurice Hagemans (1852-1917). Son petit-fils Paul Hagemans devient également peintre.
À partir de 1853, il participe activement à l'Institut archéologique de Liège, dont il devient conservateur en 1855 (jusqu'en 1856). Il publie également une première version avec des dessins faits maison issus de sa propre collection (Cabinet d'amateur, 1854).
En raison de la mauvaise santé de Malvina, le couple part en Italie entre 1857 à 1860. En plus d'élargir sa propre collection, Hagemans étudie (et dessine) des monuments, des archives et des collections. Sur la recommandation de l'archéologue milanais Bernardino Biondelli (1804-1886), il est autorisé à étudier la Biblioteca Marciana de Venise. À la mort de sa femme en 1860, il retourne en Belgique.

### Période bruxelloise
Triste, fatigué et secoué, il s'installe à Bruxelles et vend en 1861 environ 1 500 objets de sa collection personnelle (bien en deçà du coût) au Musée Royal d'Armures, d'Antiquités et d'Ethnologie de l'époque, dans la Porte de Halle (le prédécesseur de les Musées royaux d'Art et d'Histoire). Parmi les œuvres vendues, se trouve la Dame de Bruxelles, une statue égyptienne datant de la IIe ou IIIe dynastie, et considérée comme l'un des trésors du musée.
Hagemans ne répond à la question d'inventorier le musée de la Porte de Halle qu'après une longue tournée (Algérie, Egypte, Grèce et ports du Levant) en 1863 en publiant un inventaire partiel. Cela semble être le début d’un nouveau tournant en tant qu’écrivain, historien et homme politique.

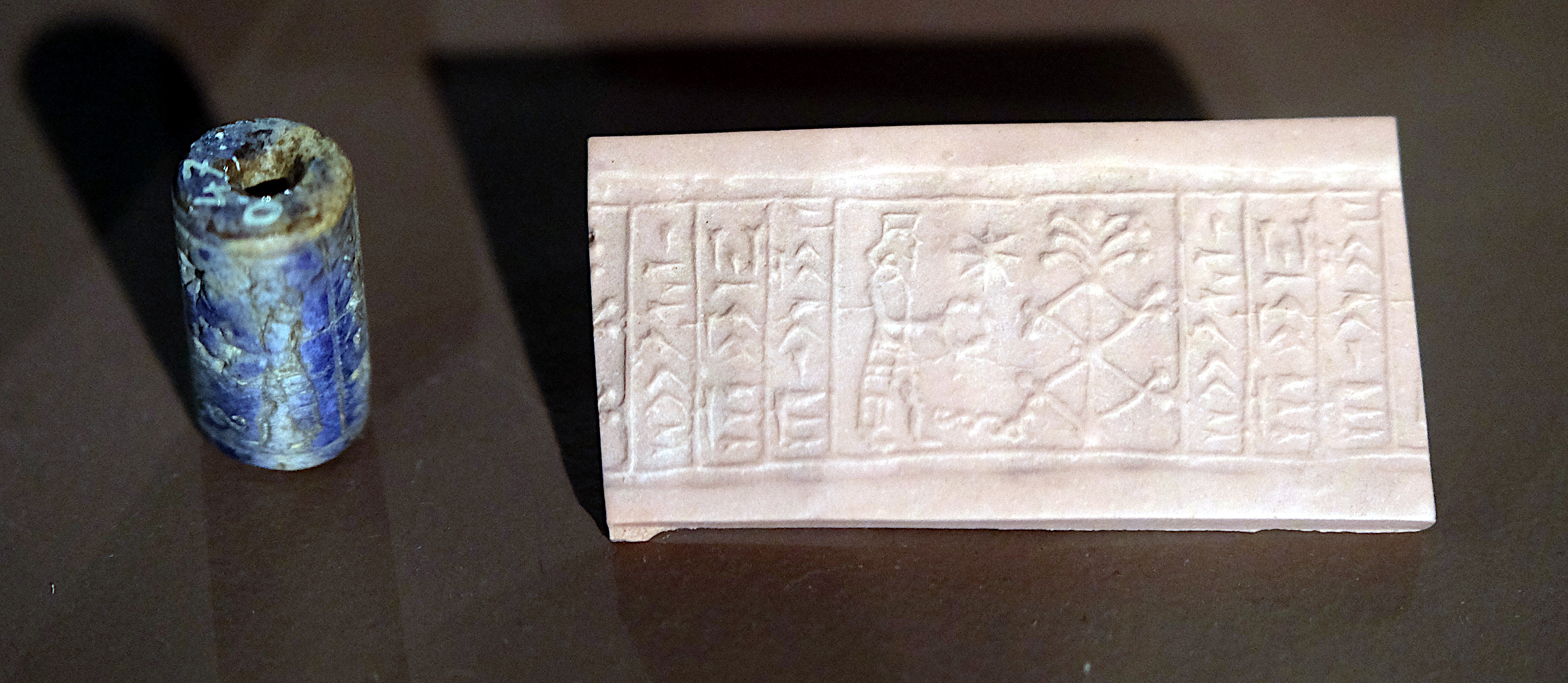
Sceau-cylindre représentant le mythe d'Etana. Dynastie archaïque (2800 avant JC - 2450 avant JC) C'est l'une des pièces que Gustave Hagemans a emporté avec lui lors d'un voyage au Levant. Il en fit don en 1861 au Musée Royal d'Armures, d'Antiquités et d'Ethnologie de l'époque, porte de Halle.

En 1866, il publie un livre sur l'histoire de Chimay. Ce n'est pas un hasard : il vient de devenir propriétaire du domaine Bertignon (de 888 hectares) à Macquenoise - Momignies et envisage d'entrer sur la scène politique en tant que membre du parti libéral. Après une campagne réussie, face à une opposition farouche de la noblesse locale (catholique) de Chimay, il est élu député du district de Thuin en 1866. Il remplit ce mandat jusqu'en 1878. Au Parlement, il plaide pour l'expansion de la collection de moulages de sculptures et pour la création d'un musée de copies de peintures. Il milite également pour l'abolition de la peine de mort.
De 1864 à 1876, il est l’une des figures marquantes des grands événements archéologiques internationaux. En tant que président de l'Académie d'archéologie, il entre en contact avec la Société archéologique impériale russe.
Il est ami avec Félicien Rops. Trois dessins originaux de l'artiste sont découverts dans les archives Hagemans, qu'il a réalisés lors d'un voyage commun en Scandinavie.

### Déclin et fin de vie
À partir de 1876, pour une raison inconnue, il perd tous ses biens à Chimay. Il abandonne son poste de député en 1878. Sans poids politique, il n'a plus aucune chance de succéder à Théodore Juste à la direction du musée de la Porte de Halle, musée où il a laissé une grande partie de la collection.
En 1876, il épouse Clémence Juliette Navez (1852-1931). Ils ont deux filles : Adrienne et Maire Eugénie Aimée.
Il complète un autre lexique double hiéroglyphique-français en 1896 (qu'il illustre lui-même, malgré des problèmes visuels). À la mort de sa plus jeune fille (Marie) à l'âge de vingt ans en 1899, il se retire de la vie publique. En 1906, il s'installe avec son autre fille Adrienne à Waterloo, où il décède le 15 janvier 1908.

## Objets d'art de la collection Hagemans

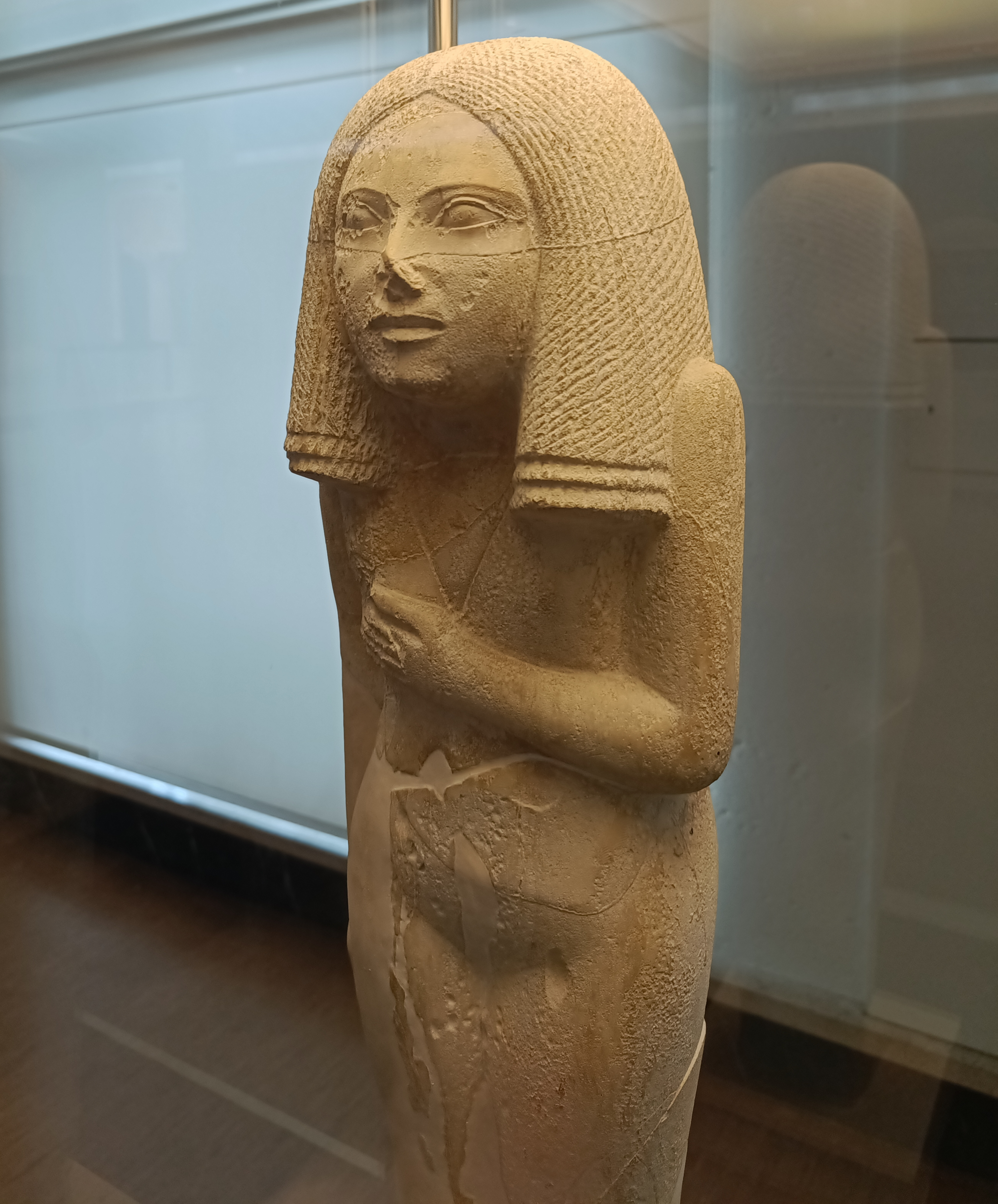
La Dame de Bruxelles, au Musée d'Art et d'Histoire de Bruxelles

La provenance des œuvres d'art de la collection originale Hagemans n'est pas toujours claire.
- Par exemple, la description de la provenance du Sedes sapientiae d'Hermalle-sous-Huy précise que le musée de la Porte de Halle l'a acquis en 1861 auprès de Gustave Hagemans. Le catalogue de 1878 indique que l'objet a été « trouvé au Château d'Hermalle », ce qui a donné son nom à l'objet[7]. Il s’agit néanmoins d’un des plus anciens sedes sapientiae conservés en Belgique.
- Le contexte archéologique et les informations sur l'achat de la Dame de Bruxelles ne sont pas connus. D'après l'inventaire, le musée achète la statue dans un lot d'œuvres provenant de la collection Hagemans, le 30 juin 1861. Cependant, il est possible que ce dernier ait en réalité acheté la statue en 1862, lors d'un voyage en Égypte. L'inscription de la statue à l'inventaire aurait potentiellement été anti-daté[1].
- Malgré ses connaissances poussées en égyptologie, il fut victime des contrefaçons qui accompagnèrent la fièvre égyptienne du XIXe siècle. Par exemple, en 1892, lors d'une conférence de l'association archéologique de Bruxelles, il présente une toile peinte de la « période ptolémaïque » (300-30 avant JC). Il s’est avéré plus tard qu’il s’agissait d’un faux grossier[1].
- Sceau-cylindre représentant le mythe d'Etana, dynastie archaïque (2800 avant JC - 2450 avant JC)

## Publications
- Un cabinet d'amateur. Notices d'archéologie et description des monuments historiques de la haute antiquité, Liège/Leipzig, 1863. Disponible sous forme de livre électronique  (ISBN 9782346121960)
- Histoire du Pays de Chimay, 1866.
- Leçon... Champollion, ces savants égyptologues.
- Relations inédites d'Ambassadeurs Vénitiens dans les Pays-Bas sous Philippe II. Et Albert et Isabelle, dans : Annales de l'Académie Archéologique de Belgique  (ISBN 9781241775391)
- Le poignard de silex. Étude de mœurs préhistoriques,H. Manceaux, Bruxelles, 1889, 74 p.
  - Roman préhistorique, bien avant la publication de La geuerre du feu de J.-H. Rosny. A cette époque, Gustave Hagemans se targue d'une approche scientifique et vulgarisatrice[8].
- Lexique hiéroglyphe-français et français-hiéroglyphe, 1896.

## Reconnaissance et postérité
Gustave Hagemans a reçu de son vivant plusieurs récompenses honorifiques.
- Chevalier de l'Ordre de Léopold
- Ordre de Saint Stanislas (2e classe)

En 2023, des pièces rares de la collection Hagemans, jamais exposées au public, sont présentées dans l'exposition "Expeditions d'Egypte" organisée au Musée royal d'Art et d'Histoire. La Dame de Bruxelles, habituellement présentée dans les salles permanentes, y est exposée, ainsi que la fameuse fausse toile peinte "ptolémaïque". Le contexte d'acquisition de la partie égyptienne de la collection Hagemans y est également abordé.